# Cymbidium hookerianum
Cymbidium hookerianum Rchb.f. 1866 , es una especie de orquídea epífita originaria del sur de Asia.

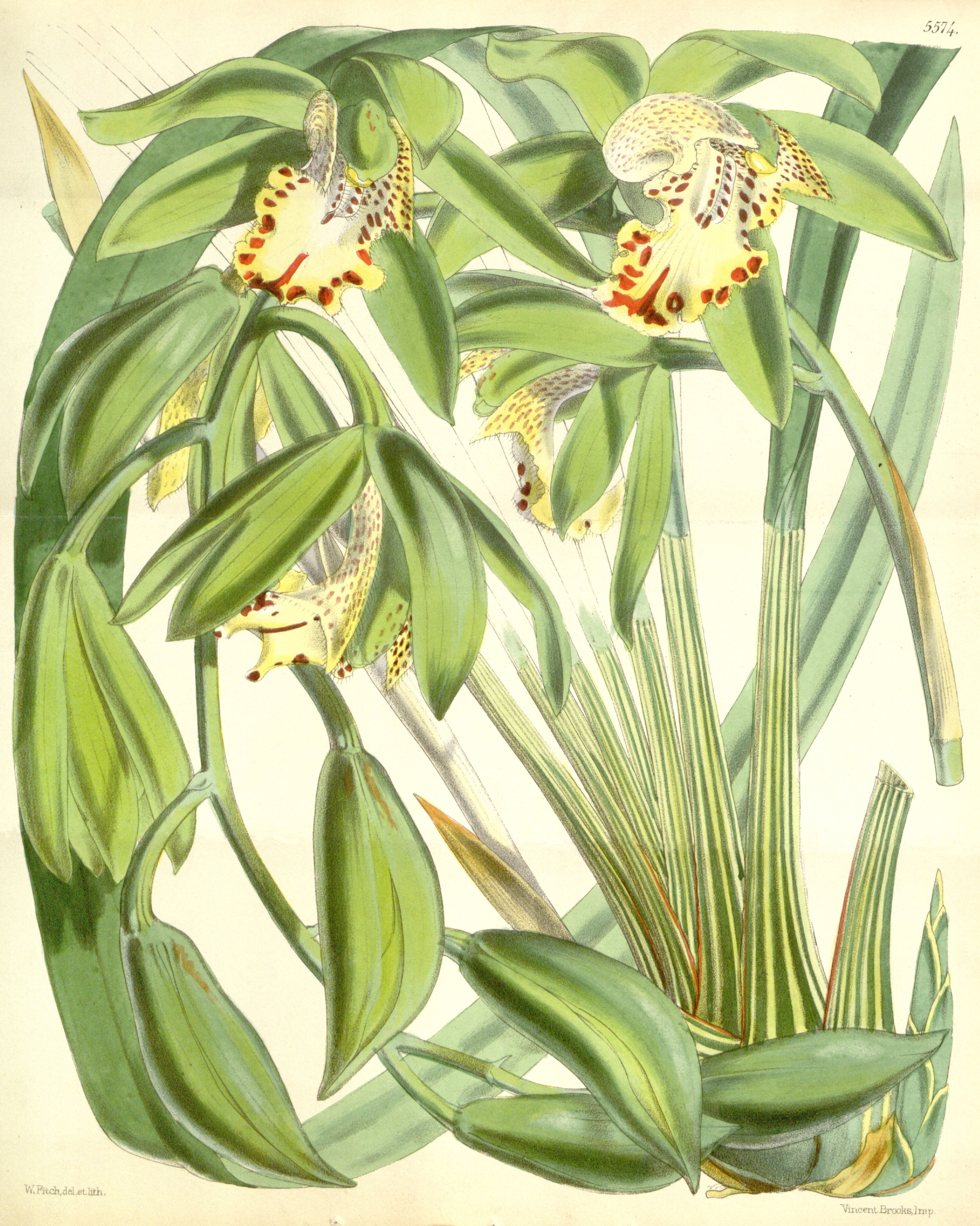
Ilustración

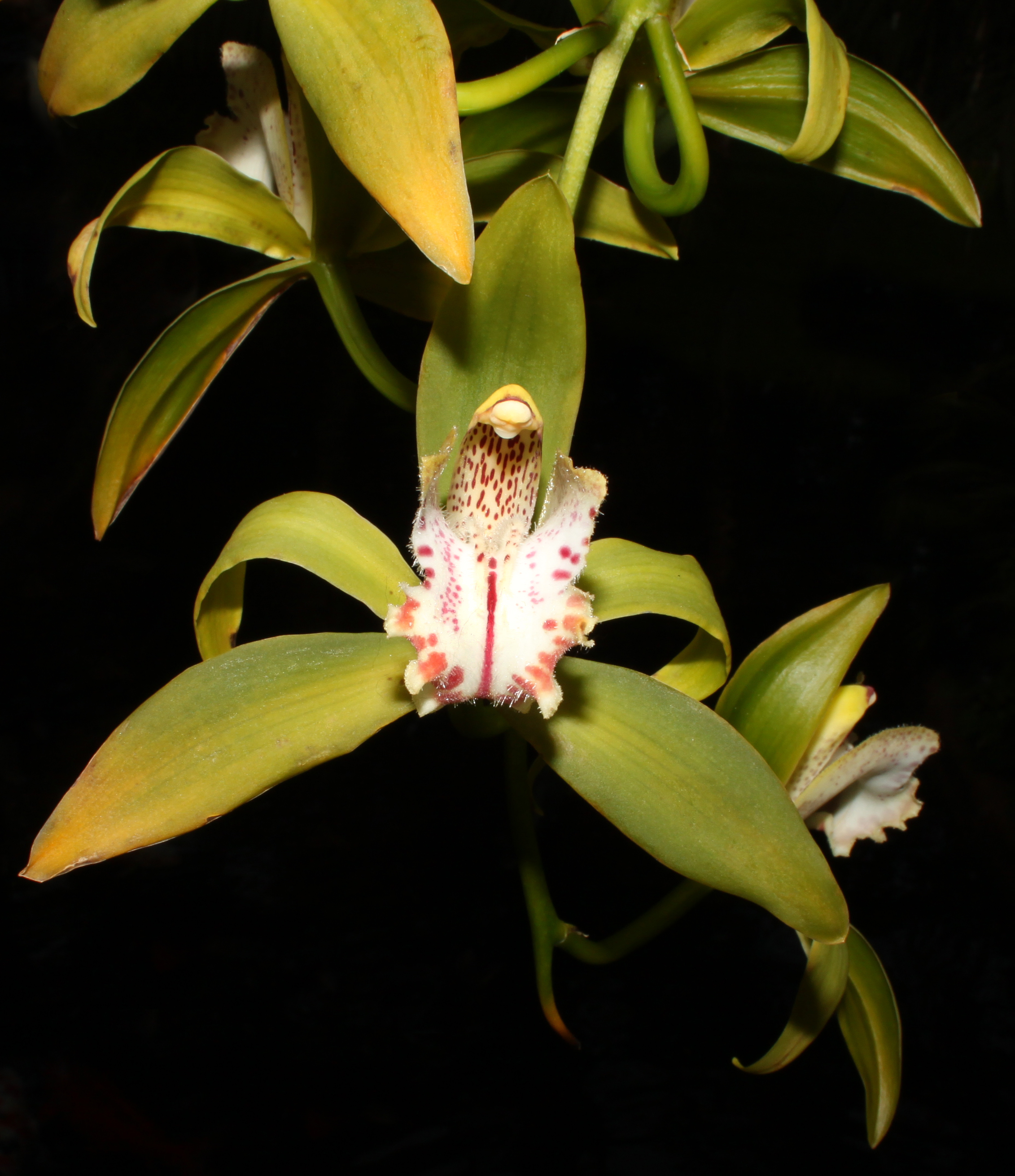
Detalle de la flor

## Descripción
Es una especie de orquídea de tamaño medio a grande, que prefiere clima  frío , es epífita  con pseudobulbo ovoide, alargado con hojas liguladas, acuminadas y articuladas. Florece  en una sólida inflorescencia, enfundada en la base, colgante y arqueada con 75 cm de largo, apical  con  brácteas florales triangulares y que llevan de 6 a 15 flores de 14 cm de longitud,  muy fragantes y de larga duración. La floración se produce al final del invierno y en la primavera.

## Distribución y hábitat
Se distribuye por Nepal, Bután y Sikkim en escarpadas orillas ribereñas en los densos y  húmedos bosques o los bosques de robles siempre en alturas de 1600 a 2400 metros.

## Taxonomía
Cymbidium hookerianum fue descrita por Heinrich Gustav Reichenbach   y publicado en The Gardeners' Chronicle & Agricultural Gazette 7. 1866.
Etimología
El nombre deriva de la palabra griega kumbos, que significa "agujero, cavidad".  Este se refiere a la forma de la base del labio. Según otros estudiosos derivaría del griego "Kimbe = barco" por la forma de barco que asume el labelo.
hookerianum: epíteto otorgado en honor del botánico William Jackson Hooker.
Sinonimia
- Cymbidium grandiflorum Griff. (1851)
- Cyperorchis grandiflora (Sw.) Schltr. 1924<[1][3][4]

## Nombre común
- Castellano: Cymbidium de flores verdes.